# کوسوده

تفاوت بین کوسوده (سمت چپ) و کیمونو (سمت راست) تصویر.

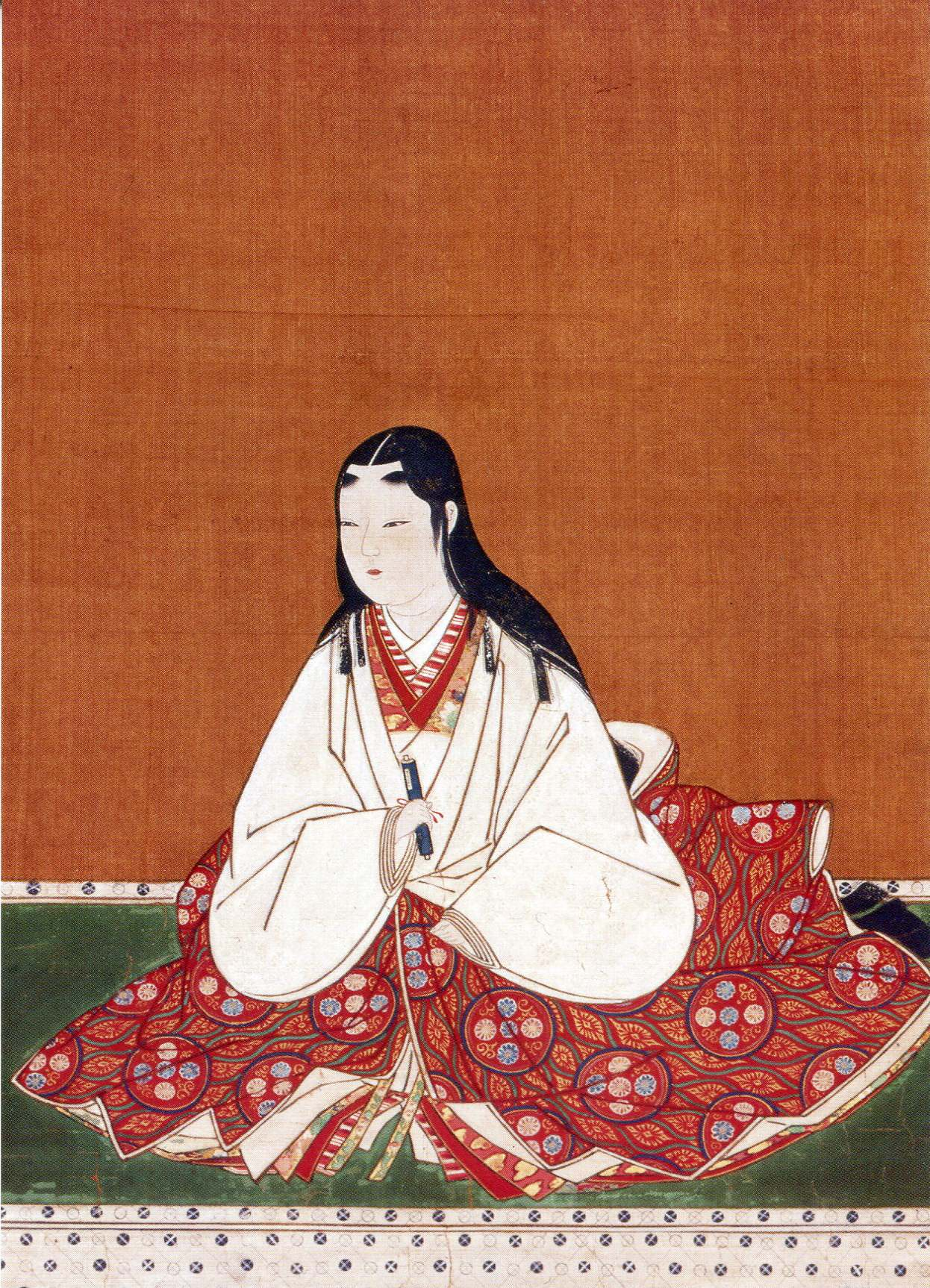
اوایچی با لباس کوسوده ترسیم شده‌است.

کوسوده (به ژاپنی: 小袖) نوعی کیمونو با سرآستین تنگ است.

## متعلقات کوسوده
کوسوده را با کمربندی به نام «اُبی» می‌بندند و همراه آن پای‌افزارهای سنتی چوپین مانند «گِتا» یا «زوری» می‌پوشند. جوراب کوسوده «تابی» نامیده می‌شود. زیر کوسوده نیز لباس زیری به نام «ناگاجوبان» می‌پوشند.